# Lubczyna (województwo zachodniopomorskie)
Lubczyna (do 1945 Lübzin) – wieś w Polsce, położona w województwie zachodniopomorskim, w powiecie goleniowskim, w gminie Goleniów.

## Podział administracyjny
W latach 1945–1954 i 1973–1976 istniała gmina Lubczyna. W latach 1954–1972 wieś należała i była siedzibą władz gromady Lubczyna. W latach 1975–1998 miejscowość administracyjnie należała do województwa szczecińskiego.

## Geografia
Wieś położona nad jeziorem Dąbie, w Dolinie Dolnej Odry.

## Historia
Osadnictwo na tym terenie istniało już od epoki ceramiki sznurowej, na co wskazują liczne odkrycia archeologiczne. Wieś została założona na planie ulicówki, a w XIX wieku została rozbudowana do wielodrożnicy. Pierwsza wzmianka o niej pochodzi z 1124 roku. W XIII wieku książę Barnim I posiadał tutaj swoją letnią siedzibę, a w okolicznych lasach urządzał sobie polowania. To on sprowadził także na te ziemie osadników z Niemiec i z Holandii, którzy osuszali podmokłe tereny. W 1303 roku książę Otton II nadał wieś Janowi von Wussow. Do XIV wieku jednak część wsi była w ciągłym posiadaniu miasta Szczecina. Przez Lubczynę biegła główna droga łącząca Szczecin z Goleniowem. Z tym pierwszym wieś posiadała także wodne połączenie handlowe przez jezioro Dąbie. W 1747 spadkobiercy rodziny von Wussow sprzedali wieś królewskiemu fiskusowi. Potem Lubczyna wróciła w posiadanie dawnego rodu, a następnie przechodziła z rąk do rąk rodzin von Schwinow, von Flemming i von Kurovsky. W 1805 wieś przeszła w posiadanie rodziny von Borgstade, której była własnością do 1939 roku. W ciągu XIX wieku wieś przeżywa ciągły rozwój, w 1867 zamieszkuje ją ponad 1630 osób. Większość mieszkańców stanowili rolnicy i rybacy, mniej było rzemieślników, handlarzy ryb i żeglarzy. W Lubczynie znajdował się nieistniejący już kościół, cmentarz i szkoła. W 1925 roku wieś z koloniami (m.in. Borzysławiec) liczyła sobie 1560 mieszkańców. W 1945 przeszła w ręce polskie. Po wojnie wieś nosiła przejściowo nazwę Lubczyn. Nazwę Lubczyna wprowadzono urzędowo rozporządzeniem Ministrów Administracji Publicznej i Ziem Odzyskanych z dnia 12 listopada 1946 roku. Obecna zabudowa wsi pochodzi w większości z początków XX wieku, jednak wiele domów jest całkowicie nowych.
Obecnie 612 mieszkańców (2022).
W północnej części wsi znajduje się lapidarium ewangelickie, utworzone w 2003 (rocznica 700-lecia wsi). Znajdują się tam krzyże i płyty nagrobne sprowadzone z wielu zniszczonych cmentarzy poniemieckich w gminie Goleniów. Jest to szczególne miejsce pamięci dla mieszkających w tych stronach przed II wojną światową Niemców. Pośrodku lapidarium znajduje się kamień pamięci, upamiętniający mieszkańców Lubczyny, którzy zginęli w I wojnie światowej. We wsi znajdują się: Ochotnicza Straż Pożarna, punkt lekarski i szkoła.

## Turystyka

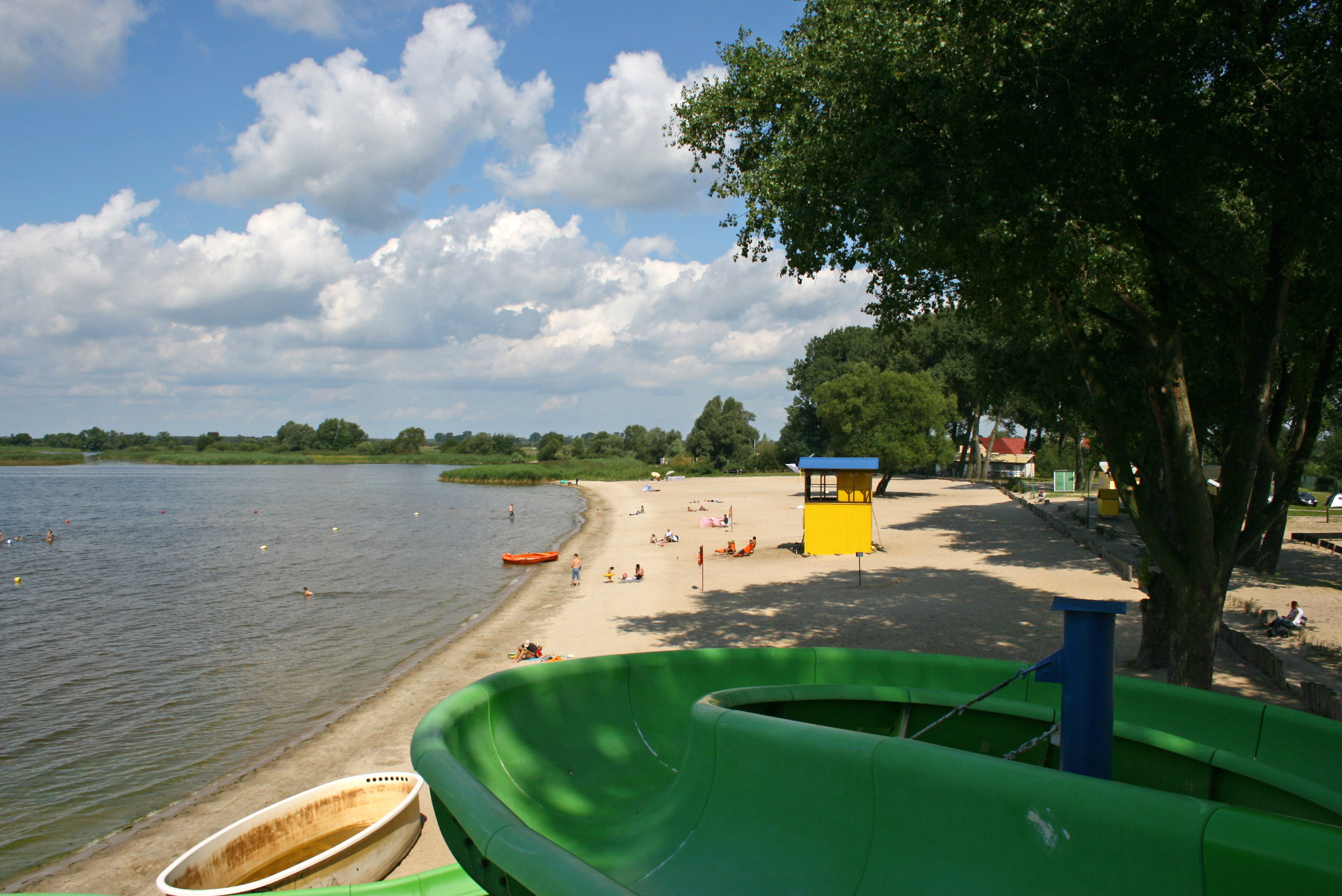
Plaża w Lubczynie

Lubczyna rozwija się przede wszystkim jako wieś turystyczna. Nad jeziorem Dąbie znajduje się szeroka, piaszczysta plaża, ulubione miejsce letniego wypoczynku mieszkańców Goleniowa i okolic. Kąpielisko jest strzeżone, znajduje się tutaj akwarama i przebieralnie. Obok znajduje się port jachtowy i przystań. Lubczyna jest bazą sekcji żeglarskiej Goleniowskiego Młodzieżowego Domu Sportu. Obok stoi wypożyczalnia sprzętu pływającego. Przed II wojną światową z Lubczyny do Szczecina i Stepnicy kursowały statki białej floty. Obecnie prowadzi szlak kajakowego Meandry Iny z Goleniowa Iną do Odry, następnie przez jezioro Dąbie do Lubczyny. Przy plaży mieści się kilka punktów gastronomicznych i handlowych. Nieopodal ośrodki wypoczynkowe Ośrodka Sportu i Rekreacji (dawny Goleniowski Młodzieżowy Dom Sportu – GMDS).

## Oświata
We wsi działa Szkoła Podstawowa im. Kardynała Stefana Wyszyńskiego.

## Gospodarka
We wschodniej części Lubczyny znajduje się papiernia „Hersta”. Jest także kilka sklepów spożywczych.

## Administracja
W sołectwie Lubczyna oprócz wsi Lubczyna znajdują się inne miejscowości:
Przysiółek: 
- Iwno

Części wsi Lubczyny:
- Zamęcie
- Smolno

Okoliczne miejscowości: Iwno, Czarna Łąka, Rurzyca, Kępy Lubczyńskie, Borzysławiec